# COVER ALL HO!
『COVER ALL HO!』（カヴァー・オール・ホォー）は、山崎まさよし初の邦楽カヴァーアルバム。洋楽カヴァー・アルバム『COVER ALL YO!』（規格品番：UPCH-20051）と同時発売された。2007年10月31日発売。制作はNAYUTAWAVE RECORDS、発売・販売元はユニバーサルミュージック。規格品番：UPCH-20052。

## 解説
洋楽カヴァー集『COVER ALL YO!』（UPCH-20051）と同時発売された邦楽カヴァー・アルバムで、女性歌手の楽曲や往年のヒット曲など、邦楽全10曲を収録している。
選曲にあたってはまず、スタッフが「山崎まさよしに歌わせたい」と思う楽曲を挙げ、その中から選定していったと語られている。また、山崎自身の意向で収録されたのは、「大きな玉ねぎの下で」。
松田聖子のバラード「SWEET MEMORIES」は、過去に夏の恒例野外イベント「Augusta Camp 2003」において、スガシカオとのセッションでカヴァーされた。また、招待制スタジオ・ライブ『おんがく 山崎まさよし』（BS-iで2003年に放送）でも歌われたことがある。同スタジオ・ライブでは本作に収録された桑田佳祐の「月」も歌われている。 
「さらば恋人」は元々、コンピレーション・アルバム『筒美京平トリビュート the popular music』（2007年7月11日発売）に収録されていたもので、山崎個人名義のアルバムに初収録された。2007年7月29日、グッドウィルドーム（当時の名称）で開催された「Augusta Camp 2007」でも披露されている。
ほぼ全てのアレンジ・演奏を山崎自身がこなしているが、ゲスト・ミュージシャンを招いた作品もある。 「さらば恋人」でストリングス・アレンジを担当している服部隆之は本作品以前にも、2005年のライヴ・ツアー「YAMAZAKI MASAYOSHI ARENA 2005」に同行している。他は「#コラボレーション」参照のこと。
初回生産分のみ、三面デジパック仕様。『YO!』と二枚同時に購入すると、先着でCD2作収納可能な三方背スリーブ・ケースが店頭で入手できたほか、抽選で1000名にスペシャルブックレットが当たる応募券付。CDジャケットでは、料亭の料理人風コスチュームを着衣しており（初回盤・通常盤ともジャケット写真は共通）、タイトルリストにはお品書き風のサブタイトルがつけられている。
同年11月5日より、本アルバムに連動したライブ“YAMAZAKI MASAYOSHI COVER HALL TOUR 2007”を実施した。

## 収録曲
1. M 〜BLUESと逢わせてみました（4:49） 
  - 作詞: 富田京子、作曲: 奥居香、原曲歌唱: プリンセス・プリンセス
  - ブルースハープから始まるミディアム・テンポのブルース風。
2. ケンとメリー 愛と風のように 〜料理長のお任せ仕込み（4:14） 
  - 作詞: 高橋信之・山中弘光、作曲: 高橋信之、原曲歌唱: BUZZ
3. SWEET MEMORIES 〜声のミルフィーユ仕立て（3:09） 
  - 作詞: 松本隆、作曲: 大村雅朗、原曲歌唱: 松田聖子
  - ア・カペラによるコーラスをバックに伴奏楽器無しで仕上げた作品。
4. 月 〜和の頂きを目指して（4:35） 
  - 作詞・作曲: 桑田佳祐、原曲歌唱: 桑田佳祐
5. さらば恋人 〜デトロイト風に（3:09） 
  - 作詞: 北山修、作曲: 筒美京平、原曲歌唱: 堺正章
  - ストリングスアレンジは服部隆之、タンバリンに河本準一（次長課長）が参加。モータウン風のアレンジ（デトロイトはモータウン発祥の地）。
6. トランジスタ・ラジオ 〜厳選した素材の二点盛り（4:45）
  - 作詞・作曲: 忌野清志郎、原曲歌唱: RCサクセション
  - 山崎がメジャーデビュー前にカヴァーした8センチCDのヴァージョンを再現。自宅録音の弾き語り。
7. 大きな玉ねぎの下で 〜あの頃の涙を添えて（4:40） 
  - 作詞: サンプラザ中野、作曲: 嶋田陽一、原曲歌唱: BAKUFU-SLUMP
8. アンダルシアに憧れて 〜アツアツに炊き上げました（5:58） 
  - 作詞・作曲: 真島昌利、原曲歌唱: 真島昌利、近藤真彦
9. あなたに会えてよかった 〜気まぐれディレイをふんだんに（4:32） 
  - 作詞: 小泉今日子、作曲: 小林武史、原曲歌唱: 小泉今日子
10. いかれたBaby 〜音楽の恵みをこの曲に（5:35） 
  - 作詞・作曲: 佐藤伸治、原曲歌唱: フィッシュマンズ

## 原曲
- M - プリンセス プリンセスの1988年の楽曲。『LET'S GET CRAZY』（1988年11月21日発売）に初収録、シングル「Diamonds」のC/Wにリカットされた。当時は音楽市場がレコードからCDにほぼ移行し終えた頃で、このシングル盤が初めて"CD"だけの売上でミリオンセラーを記録したとされる。
- ケンとメリー 愛と風のように - BUZZの1972年の楽曲。日産・スカイラインのCMソング。
- SWEET MEMORIES - 松田聖子の1983年の楽曲。元々B面曲で、サントリーのCMに起用されたことで後に「ガラスの林檎／SWEET MEMORIES」の両A面で再リリース、オリコンシングルチャート第1位に返り咲いた。
- 月 - 桑田佳祐の1994年の楽曲。『孤独の太陽』（1994年9月23日発売）からの先行シングル。
- さらば恋人 - 堺正章の1971年の楽曲。同年のオリコン年間シングルチャート第10位。1971年は山崎の産まれた年（1971年12月23日生）であるが、その1週間後に放送された第22回NHK紅白歌合戦では筒美が作曲をした「また逢う日まで」（尾崎紀世彦）と「17才」（南沙織）が各組のトップバッターを飾るなど、筒美楽曲が多数ヒットした年となった[5]。
- トランジスタ・ラジオ - RCサクセションの1980年の楽曲。『EPLP』（1981年6月発売）に収録。忌野清志郎の追悼特番『愛し合ってるかい？〜キング・オブ・ロック 忌野清志郎〜』（NHK、2009年5月10日放送）でも代表曲のひとつとして放送された。
- 大きな玉ねぎの下で 〜はるかなる想い - BAKUFU-SLUMPの1989年の楽曲。"日本武道館" が舞台のバラード、第40回NHK紅白歌合戦歌唱曲。
- アンダルシアに憧れて - 真島昌利の1989年の楽曲。「THE BLUE HEARTS」のメンバーであった作者がソロ・シングルで発表して程なく、近藤真彦がカヴァーしている。
- あなたに会えてよかった - 小泉今日子の1991年の楽曲。TBS系列TVドラマ『パパとなっちゃん』主題歌、同年のオリコン年間シングルチャート第6位。
- いかれたBaby - フィッシュマンズの1993年の楽曲。同グループのドキュメント映画『ザ・ロング・シーズン・レビュー』（2006年3月25日公開）に山崎が出演している。

※『』はアルバム名。

## コラボレーション
- さらば恋人 - Collaboration with: 服部隆之
- アンダルシアに憧れて - Collaboration with: PE'Z
- いかれたBaby - Collaboration with: Jazztronik

## 演奏
- 山崎まさよし
  - Vocal
  - All Instruments (#2.4.7.9)
  - Acoustic Guitar (#1.6.8.10)
  - Electric Guitar (#1.5.8)
  - Chorus (#3)
  - Harp (#6)
  - Percussions (#8)
- 中村キタロー：Bass (#1.5)
- 江川ゲンタ：Drums (#1.5)
- 中西康晴：Piano & Organ (#1)
- 前田善彦：Cello (#2.4.7)
- CHICA：Violin (#2.7)
- 細川亜維子：Viola (#2.7)
- 服部隆之：Strings Arrangement, Brass Arrangement, Conduct (#5)
- RUSH by 加藤高志：Strings (#5)
- 高田みどり：Vibraphone (#5)
- 菅坂雅彦、木幡光邦：Trumpet (#5)
- 中川英二郎：Trombone (#5)
- ボブ・ザング：Tenor Saxophone (#5)
- 黒葛野敦司：Baritone Saxophone (#5)
- 河本準一 (次長課長)：Tambourine (#5)
- 斉藤久美、吉川智子、ASATO：Chorus (#5)
- Ohyama"B.M.W"Wataru：Trumpet (#8)
- Kadota"JAW"Kousuke：Saxophone (#8)
- ヒイズミマサユ機：Piano (#8)
- Nirehara Masahiro：Wood Bass (#8)
- 航：Drums (#8)
- 野崎良太：Piano, Electric Piano, Programming & All Other Instruments (#10)
- 藤谷一郎：Bass (#10)
- 中里たかし：Percussions (#10)
- 駒澤れお、橋本肇 (708)：African Percussion (#10)
- 佐野聡：Trombone & Horn Arrangement (#10)
- 鈴木正則：Trumpet (#10)
- 春名正治：Soprano Sax (#10)

## 関連作品
- OUT OF THE BLUE - 「どこまでも行こう」（ブリヂストンCMソング）をカヴァー。
- 真夜中のBoon Boon - 初回盤DVDに「いかれたBaby」のライヴ映像収録[6]